# Bhiwani
Bhiwani (hindi भिवानी) – miasto w północno-zachodnich Indiach, w stanie Hariana. Leży ono w regionie rolniczym.
W 1991 w mieście mieszkało ok. 121 tys. mieszkańców.

## Historia miasta
Miasto zostało założone przez Brytyjczyków w 1817. Prawa miejskie otrzymało w 1867.

## Przemysł
W mieście rozwinął się przemysł włókienniczy, motoryzacyjny, papierniczy oraz spożywczy.